# スーパーサイズ・ミー
『スーパーサイズ・ミー』（英語: 『Super Size Me』）は、2004年に公開されたアメリカ合衆国のドキュメンタリー映画である。

## 作品概要
俳優で監督のモーガン・スパーロック自身が、「1日に3食・30日間、ファストフードだけを食べ続けたらどうなるか？」を映像で記録したものである。この間、食事は水を含め全てマクドナルドで提供される物を摂取し、健康のための運動は行わず、彼の身におこる身体的・精神的な影響について記録している。さらに、スパーロックはファストフード業界の社会的な影響を調査し、この業界が利益のために栄養を犠牲にしていることを明らかにした。
スパーロックは当時33歳、身長188cm、体重84kg、体脂肪率11%、体格指数23.7（正常値はアメリカでは19〜25である）という健康体であった。30日間で、彼の身体には以下のような変化が起こった。
- 体重は11kg増加
- 体脂肪率は18%に上昇
- 体格指数（ BMI ）は27に上昇（アメリカ基準では「標準以上」）
- 躁うつを発症
- 脂肪肝を発症
- 性欲減退

スパーロックの実験の動機は、アメリカ公衆衛生局の医務総監も「蔓延している」と発言するほどに、アメリカ合衆国においては肥満が増加しており、これに呼応する形でマクドナルド社に対して起こされた訴訟にあった。マクドナルドの製品を食べて肥満になったある2人の少女が起こし、その主張は「自分たちが太った原因はマクドナルドの製品を食べ過ぎたから」というものであった。この訴訟は、「因果関係が認められない」として裁判所に却下され、マクドナルド側の勝利に終わるものの、スパーロックはタバコ会社に対するのと同様の非難が、ファストフード業界にも当てはまるのではないかと指摘した。
2004年5月7日に本作が公開されると、全米興行収益のトップ10に2週間載り続け、ドキュメンタリー映画としてはかなりの成功を収め、アカデミー賞の優秀ドキュメンタリー映画部門にもノミネートされた。
パンフレットには「企業批判のメッセージのために作られたものではない」と書かれており、監督自身も「この食文化への警鐘。貧困家庭はファストフードに頼りがち。マクドナルドを選んだのは彼らが一番大きいから」としている。来日した際、ドキュメンタリー映画監督の森達也は、「アメリカンライフ（価値観）を他者に押し付けるアメリカを風刺している。アメリカの実存そのものへの批判、メタファーが隠されていると受け取った」と語ると、スパーロックはそれを肯定した。

## 登場人物
本作の登場人物は全て本人役である。
モーガン・スパーロック（ Morgan Spurlock ）
本作の主人公。ウェストバージニア州出身で、ニューヨーク在住。身長188cm、体重84kg（実験前）。33歳。弟がいる。
幼少期の家族は常に母親の家庭料理で過ごし、外食に出かけるのは特別な時だけだったという。しかし、彼の故郷の州も今や全米で3番目に肥満が多い州となっており、「外食は金が無くなるだけでなく体のくびれまで無くなる」と皮肉る。マクドナルド裁判には早くも着目した。2人の少女による裁判をきっかけに、「ファストフードは本当に不健康な食べ物なのかどうか」を確かめようと考え、実験を行う決意を固めた。
身体能力は同年代のアメリカ人の平均を上回る数値を記録し、運動生理学士からは「良好」、内臓の具合も、医師たちから「実に健康的」「抜群に良く、素晴らしい結果」と評され、心身ともに理想的な健康状態であった。
ファストフードについては、自身の恋人、アレクサンドラがベジタリアンなためか、店から足が遠のいていたためかは定かではないが、スーパーサイズは頼んだ経験が無かったようで、初めてそれを目にするや、興奮じみた様子を見せている。実験開始2日目、スーパーサイズのポテトを食べ切るも、その直後に嘔吐した。ファストフードについて、彼自身がかつて喫煙していたころと比べていた。自身が健康的に幼少期や子供時代を過ごした経験からか、子供たちの食生活や環境を快く思っていない節を見せており、取材に訪れたある学校で、子供たちが食べているものが栄養価がまるで皆無のものばかりである現状を目の当たりにしたスパーロックは、学校の姿勢を「無責任」と非難した。マクドナルドに対する信念にも似た感情は相当強いらしく、会長に取材をしたいという電話を何度も繰り返したが、マクドナルド側がそれに応じることはついに無かった。
恋人のアレクサンドラとは、マクドナルドの暴食を続けたことから関係が危うくなりかけた。スパーロックは彼女に対して「僕はベジタリアンになる気は無い」と言っている。
親族からの懸念が表面化し始める中にあっても実験は最後まで完遂し、実験の最終日、「最後のマック晩餐会」と釘打ち、親族や知人、スタッフを招待して大規模なパーティーを催した。最後の食事の際には「明日起きたら、もうこれらを食べなくて良いだなんて、嘘みたいだな」と吐露しており、実験は彼にとって相当辛かったようである。
実験が終了した時点で、体重が84kgから95kgに増加していただけでなく、身体には様々な疾患が現れていた。彼女による特製の「解毒食」で、肝機能の修繕におよそ2か月（「解毒食」が野菜ばかりだった可能性が高いが）それでもスパーロックは「ベジタリアンにはなれない」と述べている。元の体重に戻るまでに1年と2か月を費やした。
アレクサンドラ・ジェイミーソン（ en:Alexandra Jamieson ）
スパーロックの恋人でベジタリアン。野菜に関しては「有機栽培された新鮮なものが良い」と考えている。「マクドナルドでポテトに使われているジャガイモは遺伝子組み換えのものばかり」と発言しており、「ファストフードは不健康極まりない」との立場を取る。実験の後半頃、実験開始前に彼女自身も懸念していたスパーロックとの思想の軋轢で言い争いになりかけており、「肉食主義をなぜ止めないのか」とスパーロックに何度か直言している。実験終了後は、スパーロックの身体の回復に尽力した。
ダリル・アイザックス（ Daryl Isaacs ）
スパーロックが実験を行うにあたって協力を依頼した医師の一人で、内科医。実験開始前の見解では、スパーロックの身体について「体重とコレステロールが増加し、気分も落ち込むかもしれない」と予測するが、その際には「サラダを食べれば何とかなるだろう」と考えていた。三人の医師の中で最も頻繁に登場する医師であり、実験の中止を何度も勧告している。それでも実験を止めようとしないスパーロックに対して怒りを見せており、「本当にわかっているのか？」「医師として言う。今すぐに止めなさい」「これの原因がアルコールなら、このまま飲み続ければ死ぬことになるぞ」と強い口調で忠告している。実験終了後の見解では、「このまま（1ヶ月以上）食べ続けていたなら冠動脈性心臓病になっていただろう」「ファストフードだって、もうちょっとましになれるはずだ」と語った。なお、スパーロックが肝臓を壊した原因について、「大量の脂肪分を摂取したからだ」と考えた。
リサ・ガンジュ（ Lisa Ganjhu ）
スパーロックが実験を行うにあたって協力を依頼した医師の一人で、胃腸病専門医。実験開始前の見解では、最悪の事態として「中性脂肪とコレステロールの増加」を想定していた。スパーロックの親族が心臓病を患った経験がある場合、実験による脂肪分を摂り過ぎれば、「遺伝的要因で疾患しやすくなるだろう」と懸念を示した。実験途中にスパーロックと交わした電話では、目が黄色く変化する可能性を示唆し、その場合は緊急外来に行かなければならなくなる可能性もあることを伝えた。実験終了後の検査では、スパーロックの肝臓は完璧に炎症を起こしていると話し、アルコールの飲み過ぎで体を壊す患者ばかり見てきた自分にとっては考えも付かなかったという。なお、彼女もアイザックスと同じように、スパーロックが肝臓を壊した原因について、「大量の脂肪分を摂取したからだ」と考えた。
スティーヴン・スィーゲル（ Stephen Siegel ）
スパーロックが実験を行うにあたって協力を依頼した医師の一人で、心臓病専門医。実験開始前の見解では、「中性脂肪が増えるだろう」と予想していた。しかし「塩分は腎臓が処理し、脂肪分は肝臓が代謝してくれるから」と話し、「人体には適応能力がある」とスパーロックに話し、実験開始前は、それほど懸念した様子は見せていなかった。しかし、実験途中にスパーロックと交わした電話で、想像以上に身体が悪化していたスパーロックに対して「すぐに実験を止めるべきだ」と忠告した。実験終了後は肝臓に休みを与え、回復させるため、スパーロックに対して「一年間はマクドナルドに行かないほうがいい」と述べた。なお、スィーゲルもほかの医者と同じように、スパーロックが肝臓を壊した原因について、「大量の脂肪分を摂取したからだ」と考えており、実験中のスパーロックに対して「今のような食生活はすぐに止めなさい。低脂肪のものを食べて、運動する習慣を付けなさい」と発言していた。
ブリジット・ベネット（ Bridget Bennett ）
スパーロックが実験を行うにあたって協力を依頼した管理栄養士。スパーロックの身長と体重のバランスから、1日の摂取エネルギーを「2500kcal」と算出したうえで、「脂肪分の摂取は1日につき80g以内にするように」とスパーロックに対して述べた。だが、スパーロックの1日の摂取エネルギーが「5000kcal」を超えていることに気づくと、すぐに止めるよう言った。炭水化物および砂糖の過剰摂取、ビタミン不足を知り、スパーロックに対して、この食生活を止めるよう進言した。実験終了後の体重測定に対してはただただ圧倒され、「ファストフードがいかに体に悪いものかを示す良い証拠になる」と皮肉気味に述べた。スパーロックが主催した晩餐会に招かれており、その際はリサ・ヤングと一緒に商品を分け合っていた。
エリック・ローリー（ Eric Rowley ）
ベネットと同じ健康センターに所属する運動生理学士。実験開始前にスパーロックの運動能力や身体能力の検査を担当し、身体能力は同年代よりレベルが高いと賞賛した。実験開始から初めの体重測定では（スパーロックの体重増加に驚いたのか）「おかしい」と連呼し、スパーロックの体重が90kgを超えた際には「心配になってきた」と危機感を露呈し、最終的には実験終了時のスパーロックの身体を見て思わず「酷いな」と吐露した。
ジョン・フランスィス・バンザフ（ en:John Banzhaf ）
ジョージ・ワシントン大学の法律学教授。「肥満を招く要因はファストフードであり、レストランでも家庭料理でもないだろう」と推論している。その疑念を解消すべく、食品業界機関に対して、弁護士の法律的アドバイザーとして活動している。タバコ会社に対する勝利を契機に世間から注目を集めることになり、マクドナルド裁判を担当している弁護士にもアドバイザーとして知識を提供している。社会的責任からマクドナルドを訴えるのは妥当であると考えており、幼い子供を中心に客を呼び寄せるマクドナルドの戦略を「罪深い」と非難している。幼いころからマクドナルドに来ることを、自身が請け負ったタバコ会社との裁判との関連性に比較して例えており、フラッシュバックの原理で記憶が蘇るかのように、子供たちにマクドナルドを刷り込んでいると話す。作中終盤では今後の目標をレストランにおける栄養表示義務化と、学校におけるジャンクフード禁止と掲げていることが紹介された。
リサ・ヤング（ Lisa Young ）
ニューヨーク大学の栄養学教授。「平均的な肉一切れは85グラムだが、レストランではその4、5倍もあるステーキが当たり前。一枚のベーグルが食パン5枚分のカロリーを持つ。ポテトがワンサイズのみだったのに対して今はその3倍もあるスーパーサイズ」の存在や、ドリンク類はかつてのLサイズが今ではSサイズになっていることを例に挙げ、食品が巨大化の一途を辿っていることを強調した。スパーロックが主催した晩餐会に招かれており、その際はブリジット・ベネットと一緒に商品を分け合っていた。
ケリー・ディヴィッド・ブラウネル（ en:Kelly D. Brownell ）
イェール大学の臨床心理学教授。肥満が増加しているアメリカの現状を「The Toxic Environment」（「有害な環境」）と呼んでおり、肥満児の増加が年々深刻化していることを懸念している。また、ソフトドリンクの会社が学校といった教育機関に援助金を支給する代わりに、学校に自販機を設置、それに子どもたちがお金を払ってドリンクを買うことによって企業が利益を得るという仕組みになっていることに対して、皮肉めいた発言をしている。
ジェイコブ・サラム（ Jacob Sullum ）
『リーズン誌』（ 『Reason Magazine』 ）の編集長。喫煙と肥満の社会的影響力の関係について持論を語る。喫煙を「社会的影響力の大きいもの」と世間が考えているのなら、喫煙中の人間に対して「タバコを吸うとはどういうつもりだ」と注意ができるのに、肥満体の人間に対しても、喫煙と同じように「そんなに太ってどういうつもりだ！」とは注意ができないことについて、不満げな様子を示す。
ディヴィッド・サッチャー（ en:David Satcher ）
アメリカ公衆衛生局士官部隊の元長官。肥満の問題の主たる要因はファストフードにあるという考えを持ち、アメリカ公衆衛生局の医務総監に就任すると、肥満を「国家的問題である」として警鐘を鳴らした。ファストフードの商品について、「何もかもスーパーサイズになって来ている」と話す。
ジョン・ロビンス（ John Robbins ）
アイスクリーム会社『バスキン・ロビンス』（ Baskin Robbins ）の共同設立者の1人、アーヴィン・ロビンス（ Irvine Robbins ）の息子で、『Diet for a New America』の著者。スパーロックによるインタビューに答えている。
父アーヴィンと自身の叔父バート・バスキン（ Burt Baskin ）は、大量のアイスクリームを売ったが、叔父のバートは1967年に心臓発作で命を落としている。自身を「不健康な子供だった」と自虐的に紹介しており、アイスクリームの「試食係」を買って出て、砂糖をたっぷり含むアイスクリームを毎日朝から晩まで食べ続け、ある日、病気を患ったという。父アーヴィンは糖尿病を発症し、苦しんだという。アイスクリーム会社『ベン&ジェリーズ』（『Ben & Jerry's』）の共同設立者の1人、ベン・コーエン（ Ben Cohen ）が、心臓のバイパス手術を受けたことを引き合いに出し、叔父のバートが心臓発作で死んだことについて「その原因は明らかだろう」と述べている。
ドン・ゴースク（ Donald A. Gorske ）
ウィスコンシン州在住の男性で、ビッグマックの愛好家である。1972年以降、「3万個のビッグマックを食べた人物」として、ギネスブックに登録されている。

## 出演
| 出演者                         | 日本語吹替 |
| ------------------------------ | ---------- |
| モーガン・スパーロック         | 大塚芳忠   |
| アレクサンドラ・ジェイミーソン | 柳沢真由美 |
| ダリル・アイザックス           | 楠見尚己   |
| リサ・ガンジュ                 | 堀江真理子 |
| スティーヴン・スィーゲル       | 遠藤純一   |
| ブリジット・ベネット           | 加藤優子   |
| エリック・ローリー             | 赤城進     |
| ジョン・バンザフ               | 伊藤和晃   |
| リサ・ヤング                   | 弘中くみ子 |
| ケリー・ブラウネル             | 楠見尚己   |
| ジェイコブ・サラム             | 星野充昭   |
| ディヴィッド・サッチャー       | 千田光男   |
| ジョン・ロビンズ               |            |
| ドン・ゴースク                 | 遠藤純一   |

その他の吹き替え、石井隆夫、梅津秀行、石住昭彦、河本邦弘、細野雅世、根本圭子、木下紗華。

## 実験
実験を始めるにあたり、スパーロックは3人の医師（内科医、心臓病専門医、胃腸病専門医）による健康診断を受け、「健康体」とのお墨付きをもらった。1か月間を通じて、これら医師による協力を取り付けた。3人の医師は全員、実験について「身体には望ましくない影響を与えるだろうが、それほど深刻なものにはならないだろう」と予測した。
スパーロックは、自宅近くにあるマンハッタンにあるマクドナルドにて実験を開始、朝食から食べ始めた。この地区には、0.6km2ごとに1店舗ずつあるほど、マクドナルドが密集している。また、運動も制限するため、移動する際にも、「平均的なアメリカ人の一日の歩行距離と同じ2500歩以内に抑える」ため、タクシーに乗ったり、スパーロック自身で車を運転し、なるべく長距離を歩かないようにしていた。
実験のルールは以下の通り:
- 一日に3回マクドナルドの商品を食べる。必ずセットで注文しなければならないのかは説明されていないが、単品では頼んでいないという作中での描写から、セット単位での注文がルールであるらしいことがうかがえる。しかし作中後半で「バニラシェイクのLサイズ」としか注文していない場面があり、これが朝昼晩以外の注文だったのかは不明
- マクドナルドのメニューの全てを、一度は必ず食べる
- メニューに無いものは買わない。「水も含めて、口にできるのはマックで売っているものだけ」
- 「スーパーサイズ」にするかどうかを聞かれたら、決して断らない（必ず「スーパーサイズ」にする）。スーパーサイズにするかをどうか聞かれなかった場合、サイズをSからLの間で任意に選べるのかは不明。スパーロックは「エッグマックマフィンのバリューセット」や「ダブルクォーターパウンダーのバリューセット」と言っているだけで、ポテトやドリンクのサイズがどれぐらいなのかについては不明。映画のエンディングで、スパーロックは「スーパーサイズにするかどうかを“聞かれた”のは計9回」と述べており、聞かれなかった場合でもスーパーサイズにできたのかどうかは不明

実験開始2日目にして、初めてスーパーサイズを食べることとなった。食べながら、「マックしゃっくり」「マック腹」「マックガス」とジョークを飛ばしていたが、後半ではもはや苦しみながら食べており、「マック腹痛」、あげくの果てには嘔吐した。翌日3日目には胃の調子が悪くなり、陰茎に違和感を覚えたという。このことについて、スパーロックは自身が協力を依頼した胃腸病専門医、リサ・ガンジュに尋ねた。彼女はそれを「カフェインのせいかもしれない」と推測するだけで、その不調の真因については何も分かってはいなかった。
実験開始から5日後、体重は5kg増加。ほどなくしてうつ状態になることも頻繁になりはじめ、胸に圧迫感を感じ、マクドナルドの商品を食べていないと、「倦怠感、頭痛を覚えるようになった」という。これについて栄養士は、「ビタミンの不足が原因」とスパーロックに伝えていた。医師の一人は「中毒症状だ」と説明した。
栄養士のブリジット・ベネットから「ビタミン剤を飲んで欲しい」と言われたスパーロックは、（水を含めて）マクドナルドで売られているもの以外は一切口にしないルールに従い、「マックでは売られていない（から無理だ）」と答えた。
スパーロックの恋人、アレクサンドラ・ジェイミーソンは、身体がどんどん悪化していくスパーロックのことを本気で心配するようになる。また、スパーロックの性欲や性機能が減退していることにも触れている。彼女は菜食主義のシェフでもあり、1か月間の実験終了後、「すぐに『解毒』する必要がある」と語っている。また、この実験を完遂できるのかどうか、友人、家族、医者たちは本気で心配し始めていた。スパーロックの母親は、電話口で「必要なら私の肝臓を分けてあげる」と息子に述べていた。
実験開始から18日目、目の奥がズキズキと痛むようになり、常に身体がだるく、倦怠感がますます酷くなったという。
実験開始から20日を過ぎるころには、動悸を感じるようになった。アイザックスに相談すると、スパーロックの肝臓は「脂肪肝になり始めている」と述べ、「高尿酸血症に起因する痛風も惹き起こすだろう」と語った。深刻な心疾患を避けるためにすぐにでも実験を中止するよう助言した。それ以前にもスパーロックはアイザックスのもとを訪れて血圧や血管の状態を計っていたが、この時点ですでに「どう見ても、今の君は病気だよ」と告げられた。また、スパーロックの身体について、「あらゆる病気の可能性があるが、何とも言えない」と語っている。アイザックスは映画『リービング・ラスベガス』にて、ニコラス・ケイジが演じた主人公が同じ位の期間でアルコール依存症で死に至ったことと、スパーロックを比較の対象に挙げて説明したうえで、この実験を「馬鹿げている」と非難し、「苦痛が体中に広がってくるようであれば、命の危険だ」と警告している。だが、スパーロックは実験の継続を決めた。のちにインタビューの中で、スパーロックは弟に実験をやめるべきかどうかを相談した際に「モーガン、みんなは一生の間このメシを食い続けるんだぜ」と言われ、そのことに影響を受けたという。
スパーロックはこの1か月間で、計9回スーパーサイズを注文し、そのうちの5回はテキサス州での注文であった。いくつかの異論はあるものの、この州は全米で最も肥満の多い都市を複数抱えているとの調査結果もある。実験を行っていた時点で「もっとも肥満の多い街はヒューストンである」と説明された。
実験終了の時点で、体重は11kg増加し、95kgになった。恋人・アレックスの助力で「9kgの減量に5か月、残りの2kgに9か月（合計1年と2ヶ月）かかった」と述べている。
この実験の終了後、スパーロックは実験開始前の体重である84kgに戻るのに、1年と2ヶ月を要した。アレクサンドラは「彼の体の中の毒を全部外に出す」と語り、「解毒食」を作ったという。彼女はこれを機に、著書『The Great American Detox Diet: 8 Weeks to Weight Loss and Well-Being』（『素晴らしきアメリカ式解毒食：8週間で実現できる減量と健康』 ISBN 1-4050-7771-9 ）を2005年に出版している。

### その他
スパーロックの実験と並行して、映画の中ではアメリカの肥満率の高さの要因となった様々なものに対する考察と、取材を行っている。アメリカの多くの学校で健康的な食品が与えられていない点（劇中で、子供たちが、コーラやゲータレードのような砂糖を大量に含む飲み物や、炭水化物の塊であるスナック菓子を持ち込む行為が許されている中学校が登場する）、広告によって青少年を「引きずりこもうとする」姿勢、マクドナルドが子ども向けの遊び場やピエロを配置している点を挙げている。これについて、ジョン・バンザフは、「ハッピーセットのようなおまけが付いた商品でもって子供たちを虜にしている」と述べたり、マクドナルドの店舗に栄養成分の小冊子が置かれていない点を指摘し、「判断材料となる情報を与えていない」と述べている。
スパーロックの平均摂取カロリーが5000kcalで、体重が1か月で24.5ポンド(11.1kg)増加したことについて、肥満や糖尿病に悩む人に向けられたウェブサイト『ダイエット・ドクター』の創設者であり、その最高経営責任者、アンドゥリーアス・イーエンフェルト(Andreas Eenfeldt)は「炭水化物はホルモン、インスリン(Insulin)の分泌を促進し、体内のホルモンバランスを破壊する」「彼は粗悪な炭水化物を食べたから体重が大幅に増えた」「炭水化物が少なく、脂肪が多い食事で体重を増やすのは、概して困難だ」と述べている。

### 社会的・文化的な側面
英語の「Super size me」という語句は、近年では「big and useless」（「でかいだけで価値がない」）の代名詞となっている。ニューヨーク・タイムズの記事には「（中小企業でさえ質重視の企業が多いのに）大企業ではまだ建築物に対して『スーパーサイズ・ミー』的なアプローチが支配的だ」という用法がある。さらに、完全に人為的な文化（コカコーラやマクドナルド）を代表させる用法として使われている。
「マック言葉」とも呼べる独特の語用法は、マクドナルドが大衆文化に与えている影響の証拠である。接頭語で「Mc」が付く語用法として、ほかにMcJob（マックジョブ）、マックマンション、マック道場がある。

## 公開後の余波
サンダンス映画祭にて本作が上映されたのち、マクドナルドは『スーパーサイズ』のオプションを廃止し、いつものメニューに加えて、より健康的なメニューの提供を開始すると発表した。スーパーサイズの中止について、マクドナルドは「この映画とは関係ない」とコメントを出した。
オーストラリアでは、ドキュメンタリー映画としては史上最高の興業成績を挙げた。公開からの2週間、オーストラリア・マクドナルド社は推計140万ドルを費やす大規模なネガティブ・キャンペーンを張った。オーストラリアの全ネットワーク局で流されたテレビコマーシャルの中で、CEOのガイ・ルッソはこの映画について「暴飲暴食を決め込んだ人の話だ」と述べ、スパーロックが主張するファストフードの不健康さについて賛意を表明することで、その影響を最小限にとどめようとした。また、ルッソはニュース・リミテッドの取材に対し、「マクドナルド社がこのような主張に対し手を打てなかったことに顧客は驚いているかもしれない」と述べた。マクドナルド社は、スーパーサイズ・ミーの上映館全てで30秒間のスポットCMを入れ、映画館でこの映画を観た客全員に上映終了後に従業員がリンゴを配れるよう手配した。
この映画のオーストラリアでの配給元であるデンディ・フィルムスの共同経営支配人、アンドリュー・マッキーは、この広告キャンペーンが実際には映画に観客の足を向かわせるようになったと述べた。
カントリー歌手のグレッチェン・ウィルソンは自身が行う世界ツアーの各地のお店にて、「マクドナルドを食べて応援する」と発表した。
イギリスでは、マクドナルド社は映画館の予告編に短い広告を出し、この映画に対して反論するサイトの宣伝を行った。その広告のメッセージは「See what we disagree with. See what we agree with.」（「我々が同意できない点と同意できる点をご覧ください」）というものであった。

### 類似の実験
- オランダの日刊新聞オルヘメーン・ダハブラッツ( nl:Algemeen Dagblad )に所属する記者ヴィム・メイ(Wim Meij)は、似たような実験を行っている。この映画との相違点は「メニューのうち、どれを選ぶか」にあり、メイはより慎重に選択した。結果は、30日の実験を始める前と比べて少なくとも健康状態は変わらなかった。体重は6kg以上減量し、血圧を始め、体内器官は向上が見られたという[7]。

- アメリカ合衆国ニュージャージー州では、ドキュメンタリー映画製作者のスコット・キャズウェル（ Scott Caswell ）が同様の実験を行った。この実験の結果は、映画『ボウリング・フォー・モーガン』（『Bowling for Morgan』）で見られる[8]。

- ニューハンプシャー州ケンジントン在住の49歳の女性、ソソ・ウェアリー（ Soso Whaley ）は、『Me and Mickey D』（『ミー・アンド・ミッキー・D』）という題名で、30日間かけてマクドナルドのメニューによる食事実験を敢行し、その様子を記録した映像をビデオ映画にして発表した。彼女はマクドナルドで1日に2000kcal分食べ続け、175ポンド（約79kg）あった体重を36ポンド（約16.3kg）減らし、139ポンド（約63kg）まで落としたという[9]。

- ノースカロライナ州ローリー在住の35歳のメラブ・モーガン（ Merab Morgan ）は、1日の摂取エネルギーを1400kcalに制限したうえで、90日間マクドナルド漬けの食事を敢行した。この食事で、彼女は227ポンド（約103kg）あった体重を37ポンド（約16.8kg）減らし、190ポンド（約86kg）まで落としたという[10][11][12][13]。なお、彼女の減量の数値は「37ポンド」ではなく、『（彼女は）33ポンド（約15kg）減量した』と主張している」とする資料もある[14]。この90日間の食事について、彼女は「It's kind of like the poor man's diet.」（「典型的な貧乏人の食事みたいね」）と皮肉めいて述べている[14]。

## 参考
1. ↑  Lee, Christina (2004年). “Super Size Me”. The Film Journal. 2014年5月12日時点のオリジナルよりアーカイブ。2019年10月8日閲覧。
2. 1 2  “Super Size Me”. The Numbers.   Nash Information Services. 2019年10月8日閲覧。
3. ↑  草思社「ドキュメンタリーは嘘をつく」（p.248）
4. ↑  Dr. Andreas Eenfeldt, MD (2013年6月19日). “What happens if you eat 5,800 calories daily on an LCHF diet?”. dietdoctor.com. 2021年2月27日閲覧。
5. ↑  Julie V. Iovine (2004年8月8日). “ART/ARCHITECTURE; Building a Bad Reputation”.   New York Times. 2019年10月8日閲覧。
6. ↑  http://www.supersizeme-thedebate.co.uk
7. ↑  Jorrit (Flem) (2004年11月8日). “AD-redacteur valt af na 30 dagen McDonald's”. frontpage.fok.nl. 2021年3月7日閲覧。
8. ↑  “Bowling for Morgan (2004)”.   Internet Movie Database. 2019年10月8日閲覧。
9. ↑  Chris Outcalt (2005年6月19日). “‘Me and Mickey D.' submitted to film fests”.   seacoastonline.com. 2019年10月8日閲覧。
10. ↑  “Woman loses weight on McDonald's diet”.   smh.com.au (2005年8月13日). 2019年10月8日閲覧。
11. ↑  Danica Lo (2006年8月15日). “SKINNY SIZE ME! – HOW TO LOSE 10 LBS. EATING ONLY FAST FOOD; DIET PROMISES A HAPPY MEAL”.   nypost.com. 2019年10月8日閲覧。
12. ↑  “McDieters lose weight at the Golden Arches”.   chicagotribune.com (2005年8月12日). 2019年10月8日閲覧。
13. ↑  “Woman says 'Mcdonald's diet' took weight”. nbcnews.com. 2013年2月6日時点のオリジナルよりアーカイブ。2021年2月27日閲覧。
14. 1 2  ROB MAY (2005年7月18日). “The McDonalds Weight Loss Program”. businesspundit.com. 2008年3月23日時点のオリジナルよりアーカイブ。2021年2月27日閲覧。